# دبدو
دبدو هي مدينة في المغرب. تشتهر بتعدد أعراق ساكنتها، بما فيهم العرب المغاربة، والأمازيغ وسكنها أيضاً اليهود. يبلغ عدد سكانها 4,596 (إحصاء 2004) تقع المدينة في الركن الشرقي من المغرب في إقليم تاوريرت، وهي قريبة جداً من الحدود الجزائرية.

## معرض صور

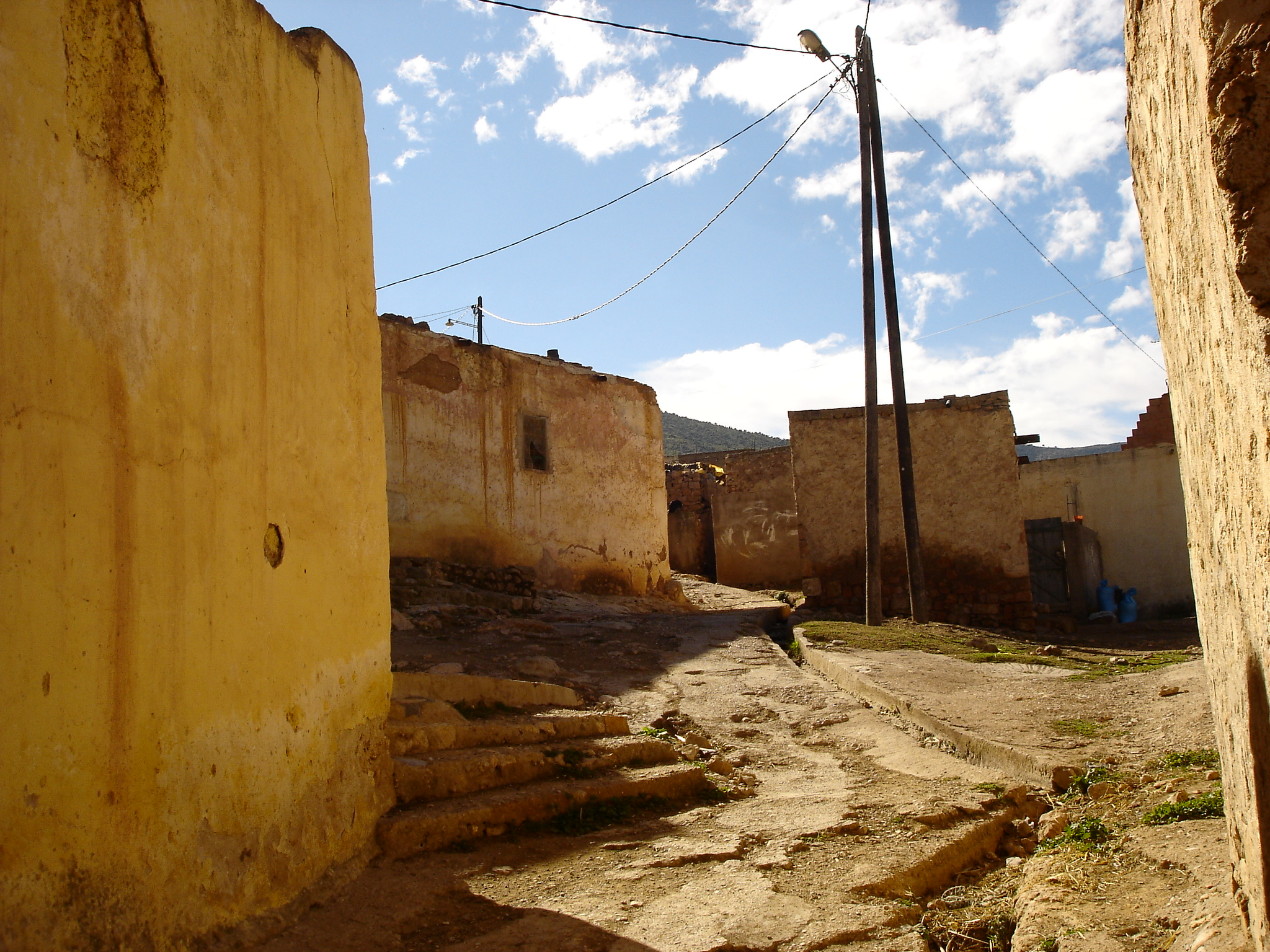
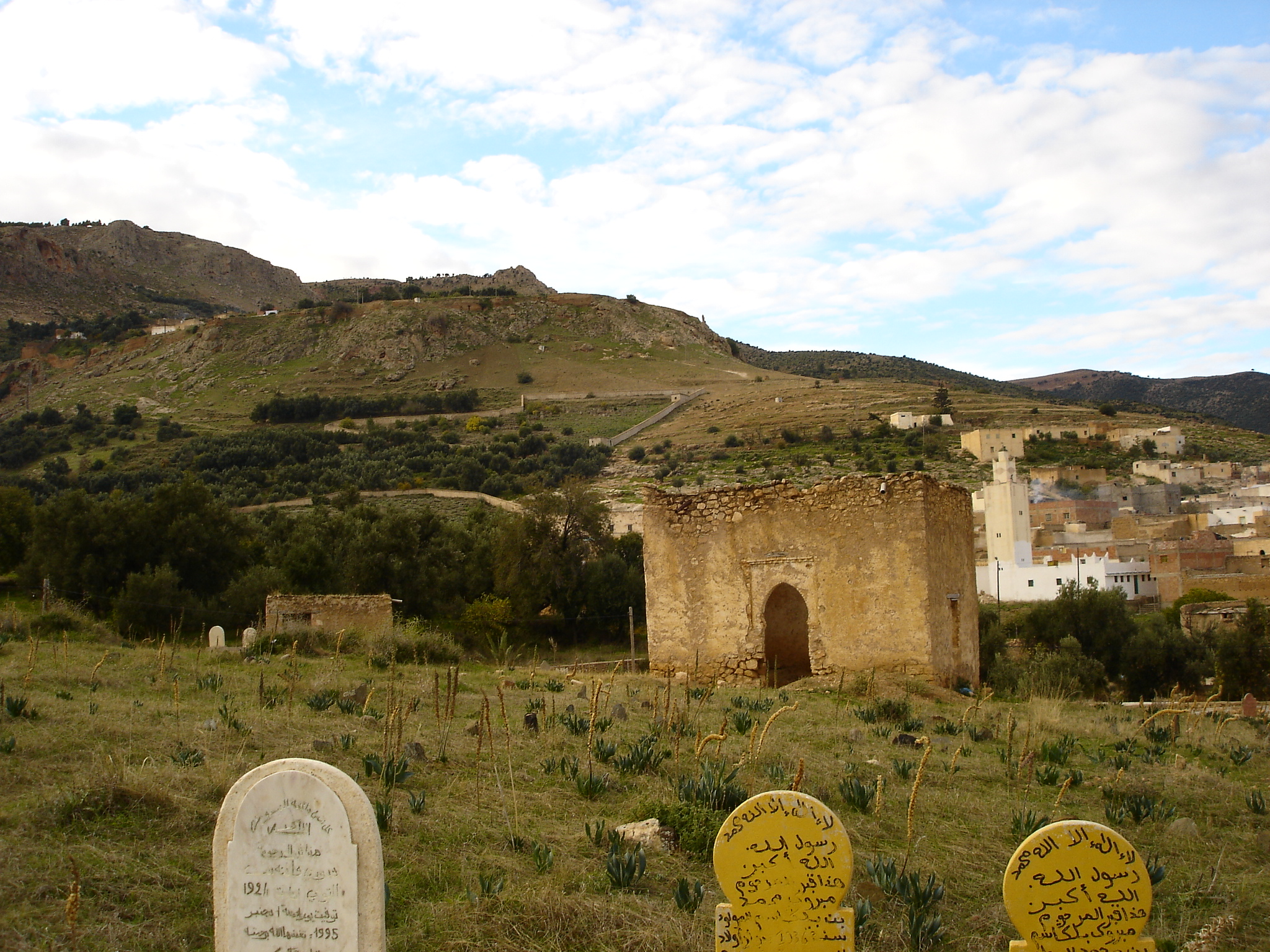
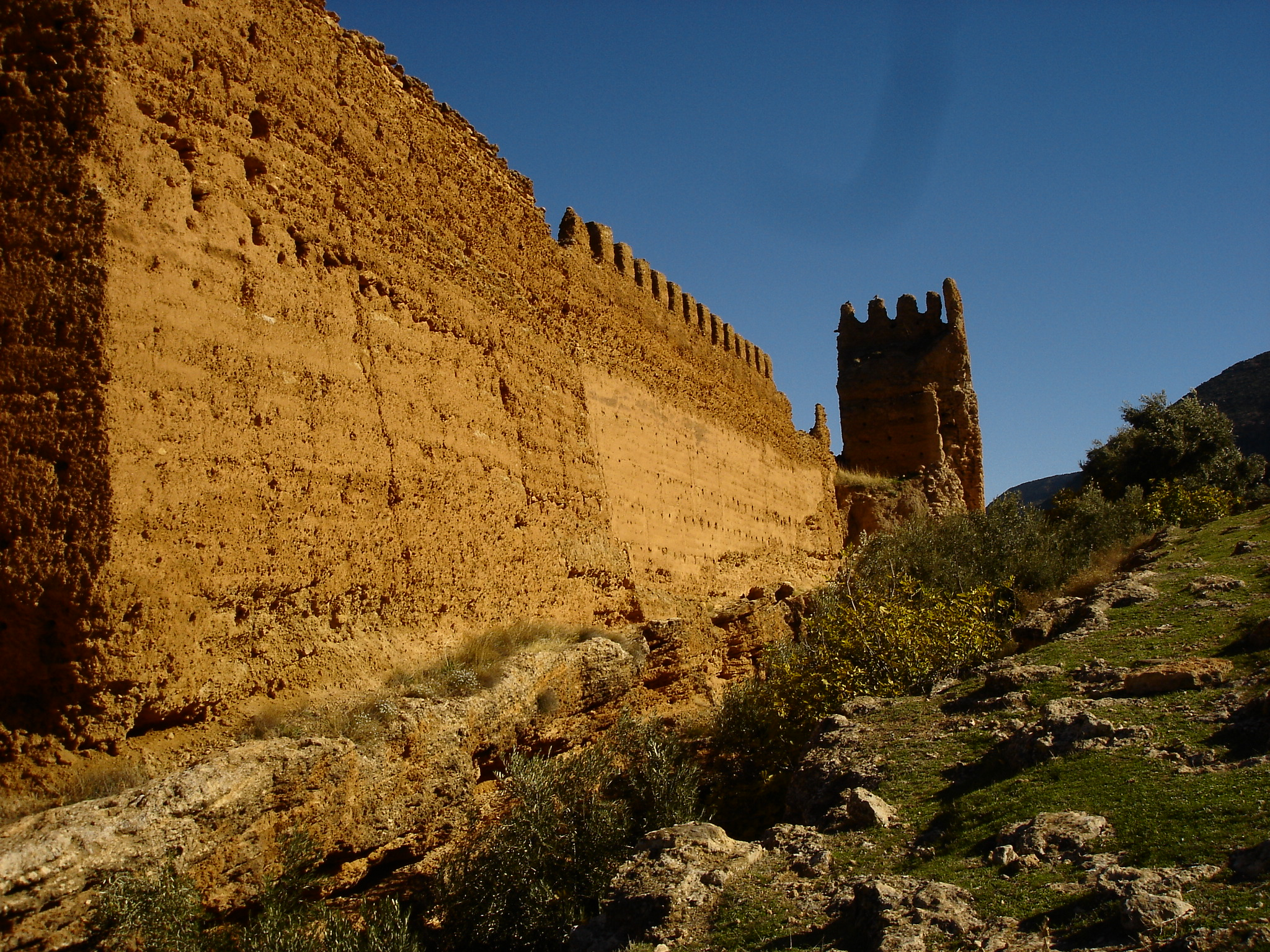
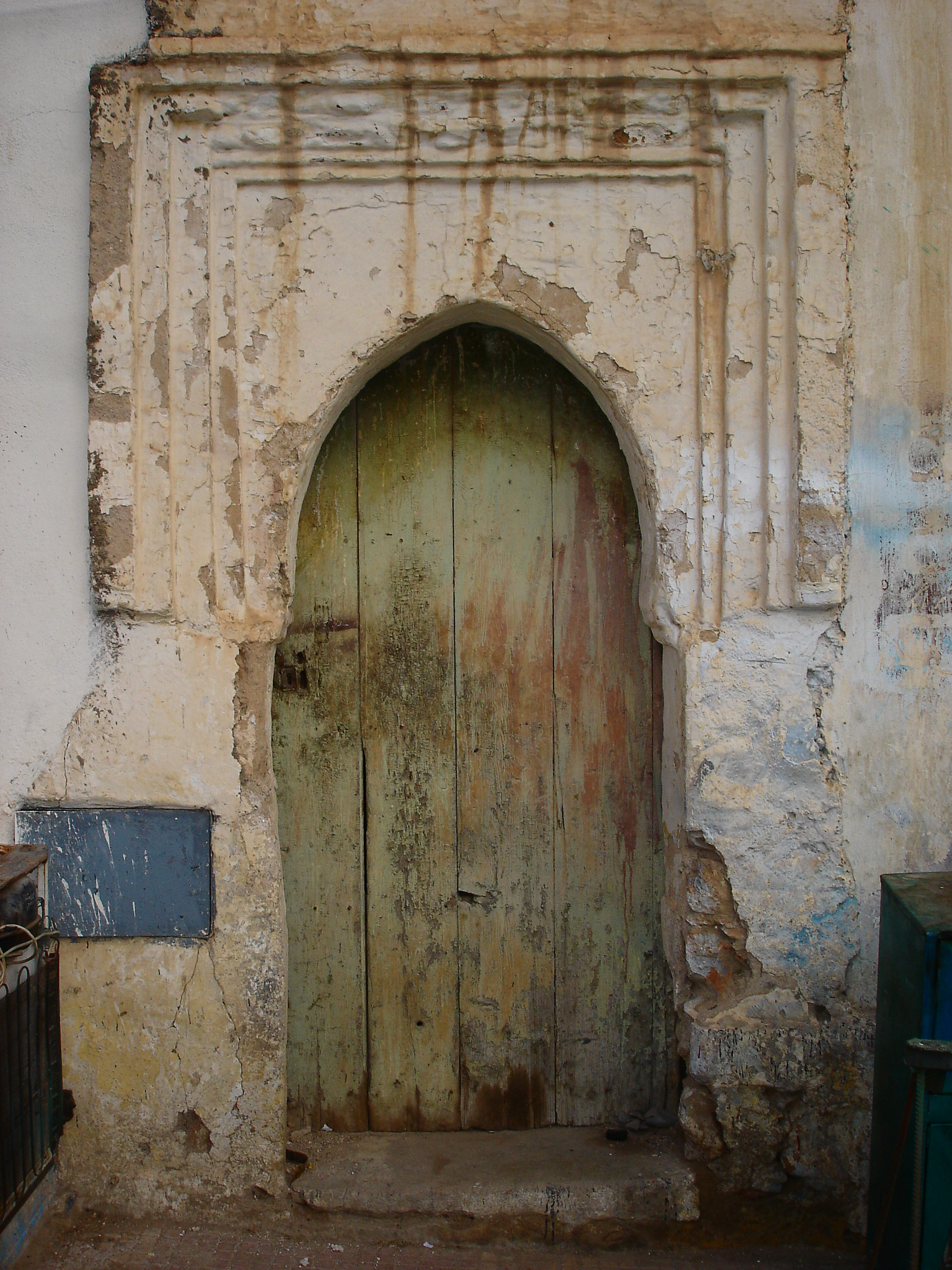